# 1523
سنة 1523 م كانت سنة بسيطة تبدأ يوم الخميس (الرابط يظهر نموذج التقويم الكامل للسنة) من التقويم اليولياني.

## أحداث
- تأسيس مدينة مدينة كوليما وتقع حاليا في المكسيك.
- تأسيس مدينة دوباساري وتقع حاليا في ترانسنيستريا.
- تأسيس مدينة هولغوين وتقع حاليا في كوبا.

## مواليد
- آنا ججلون
- ألونسو مارموليخو
- باولو فرونزه رسام إيطالي
- جيلاوديووس
- شارل دي بوربون (الكاردينال) كهنوت فرنسي
- غابرييلي فالوبيو
- كاثرين كاري

## وفيات
- ابن إياس